# Grote of Johanneskerk (Lekkerkerk)
De Grote of Johanneskerk in de plaats Lekkerkerk, in de Nederlandse provincie Zuid-Holland, is een na 1575 gebouwde eenbeukige zaalkerk met ingebouwde westtoren.

## Geschiedenis

### Kerk
De oorspronkelijke middeleeuwse kerk van Lekkerkerk werd in 1512 door Gelderse troepen verwoest. De kerk werd hierna herbouwd en betrof een kruiskerk met een driezijdige koorsluiting. In 1575 of 1576 (tijdens de Tachtigjarige Oorlog) werd deze kerk door een van de strijdende partijen in brand gestoken en deels verwoest. De herbouwde kerk kwam gereed in 1615. Dit betrof een kerk zonder koor en transeptarmen, waarmee in feite een zaalkerk ontstond. De kerk heeft een schip van zes traveeën lang. Nadat de toren op 28 augustus 1779 was ingestort werd de gehele westelijke (voor)gevel vernieuwd volgens een ontwerp van G. van der Linden uit Den Haag. Deze herbouw staat vermeld op een ingemetselde steen boven de westelijke ingang.
Diverse malen is de vloer van de kerk opgehoogd, namelijk in 1722, 1780, 1816 en 1871. Het interieur van de kerk is in 1954 vernieuwd door binnenhuisarchitect H.G. Reitsma. Van 1980 tot en met 1982 is de kerk gerestaureerd en zijn de vernieuwingen uit 1954 ongedaan gemaakt.
Op 3 januari 2018 is een omgevingsvergunning voor de uitbreiding van de kerk aan de oostzijde met een uit metselwerk opgetrokken cilindrische aanbouw en transparant tussenlid tussen de aanbouw en de kerk verstrekt. In augustus 2018 is deze vergunning door de rechter geblokkeerd.

### Toren
De toren van de kerk is geheel ingebouwd in de westelijke (voor)gevel. De voorgaande toren is ingestort op 29 augustus 1779. De huidige toren dateert van 1780 en is samen met de gevel ontworpen door G. van der Linden. In 1830 kreeg de toren een nieuwe houten bovenbouw van twee vierkante geledingen met een koepeldak ontworpen door de Rotterdamse stadsarchitect P. Adams.
In de toren is een mechanisch torenuurwerk van (vermoedelijk) firma Weule uit 1923 aanwezig. Daarnaast is in de toren een klok van G. Bakker uit 1779 aanwezig, samen met drie moderne klokken.
Op 9 mei 1972 werden de kerk en de toren aangewezen als rijksmonument vanwege de betekenis ervan voor de architectuurhistorie, evenals vanwege de betekenis van de kerk en het inventaris voor de cultuurhistorie.

## Interieur en inventaris
Het interieur van de kerk is in 1954 ingrijpend verbouwd en gemoderniseerd door de binnenhuisarchitect H.G. Reitsma. Hierbij zijn alle kerkbanken vervangen door stoelen naar ontwerp van Wim Rietveld. Het orgel en de galerij zijn van hun ornamenten ontdaan. Het 17de-eeuwse doophek is naar de gemeente van Ameide overgebracht. Alleen de vroeg-17de-eeuwse preekstoel bleef in 1954 gehandhaafd. Deze preekstoel ging op 23 augustus 1980 als gevolg van een blikseminslag verloren, waarbij alleen het klankbord behouden bleef. De preekstoel is hierna vervangen door een replica gemaakt door Den Ouden en Kortlever uit Nieuwpoort. Bij de restauratie van 1980 zijn de interieurwijzigingen van 1954 ongedaan gemaakt, waarbij onder andere de stoelen zijn vervangen door kerkbanken.
Het interieur bevat verder:
- koperen preekstoellezenaar uit 1724;
- een houten voorzangerslezenaar;
- een (sterk gerestaureerde) grote koperen kroonluchter met Justitiabeeldje uit eind 16e eeuw, weggehaald in 1954 en herplaatst in 1980/1982[9].

De kerk bezit avondmaalszilver, bestaande uit twee bekers uit 1663, een beker uit 1893 en tinnen borden en bekers uit 1804.

## Ramen
De kerk heeft vijf gebrandschilderde ramen. In de noordmuur is een raam aanwezig met daarop een uitbeelding van de gifaffaire van 1980. Dit raam dateert uit 1982 en is ontworpen door Wim Zwiers uit Lekkerkerk. In de zuidmuur zijn vier gebrandschilderde ramen met mondgeblazen antiek glas in vensters van 520 bij 160 cm. De afbeeldingen op de ramen zijn:
1. Spreuken 12 vers 17-18 (2001)
2. Spreuken 10 vers 19 (2001)
3. De Schepping (1996)
4. Spreuken 21 vers 2 en 10 vers 2 (2001)

Deze ramen zijn ontworpen en uitgevoerd door kunstenares Annemiek Punt uit Ootmarsum.

## Orgel
De kerk heeft een orgel uit 1874 van Schölgens en Van den Haspel, orgelbouwers uit Rotterdam. Dit betreft een eenklaviers balustradeorgel met aangehangen pedaal. In de jaren 1907, 1939, 1949, 1960 en 1966/1967 zijn diverse wijzigingen aan het orgel aangebracht, zoals het verwijderen, vervangen of uitbreiden van stemmen.
In 1990 is het orgel door Orgelmakerij Reil gerestaureerd en uitgebreid met een Bovenwerk, in 2012 is het pedaal van het orgel uitgebreid met drie stemmen.
Bij de algehele modernisering van het kerkinterieur in 1954 is veel ornamentiek van het orgel verwijderd, dit is in 1980 weer ongedaan gemaakt. Op het orgel is een houten beeld aanwezig van de engel Gabriël.

### Dispositie van het orgel
| Hoofdwerk C–f3 |        |                       |
| Bourdon b/d    | 16′    |                       |
| Prestant       | 8′     |                       |
| Holpijp        | 8′     |                       |
| Octaaf         | 4′     |                       |
| Fluit          | 4′     |                       |
| Quint          | 2 2/3′ |                       |
| Octaaf         | 2′     |                       |
| Mixtuur b      | III    | (1990, reconstructie) |
| Cornet d       | VI     | (1990, reconstructie) |
| Trompet b/d    | 8′     | (1990)                |

| Bovenwerk C–f3 |    |        |
| Roerfluit      | 8′ | (1990) |
| Gamba          | 8′ | (1990) |
| Fluit          | 4′ | (1990) |
| Salicet        | 4′ | (1990) |
| Gemshoorn      | 2′ | (1990) |
| Tremulant      |    | (1990) |

| Pedaal C–d1 |     |        |
| Bourdon     | 16′ |        |
| Octaaf      | 8′  | (2012) |
| Octaaf      | 4′  | (2012) |
| Fagot       | 16′ | (2012) |

- Koppels: één manuaalkoppel (1990), één pedaalkoppel

## Afbeeldingen

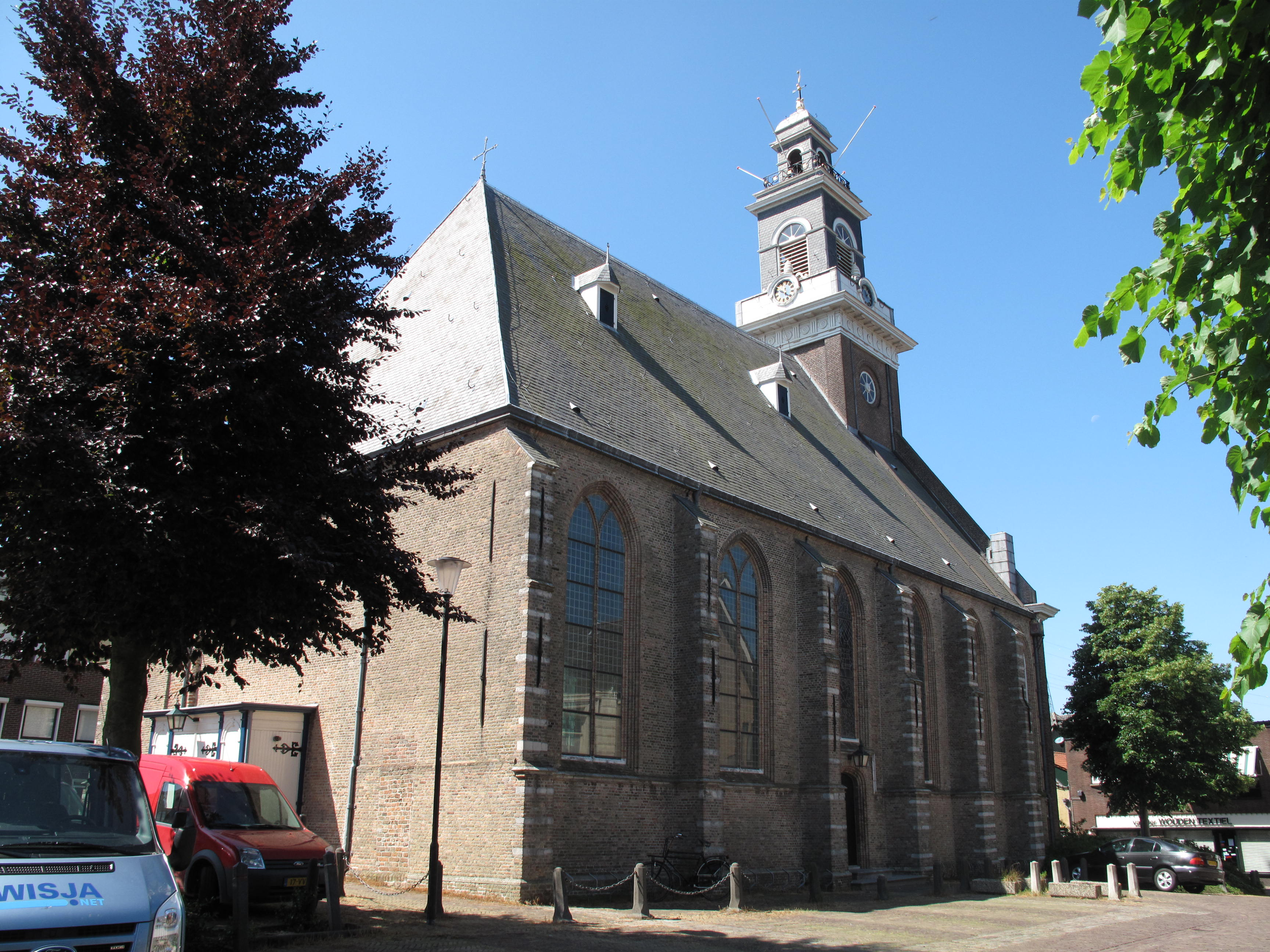
Grote of Johanneskerk (2010)
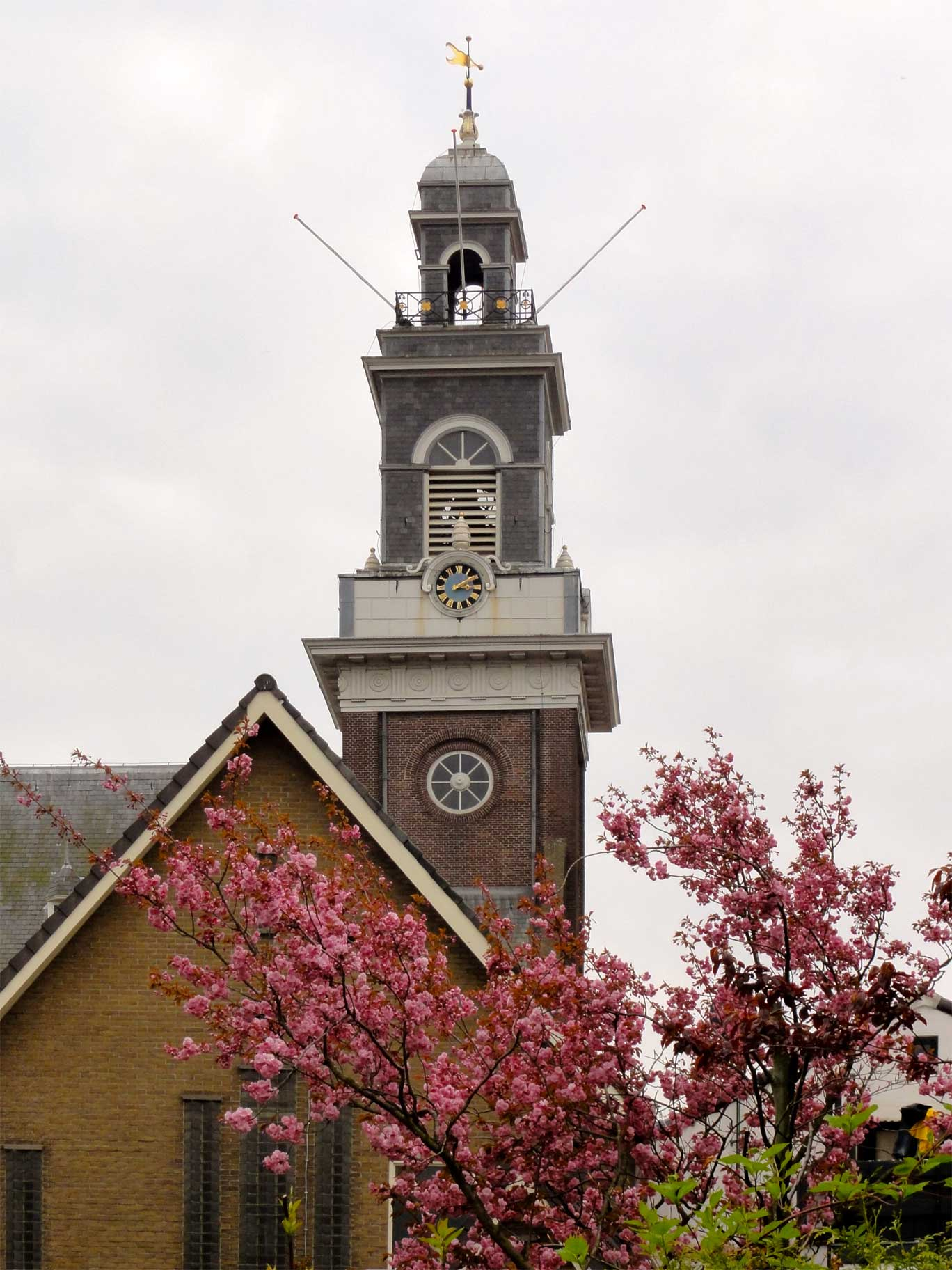
Kerktoren van de Grote of Johanneskerk (2010)
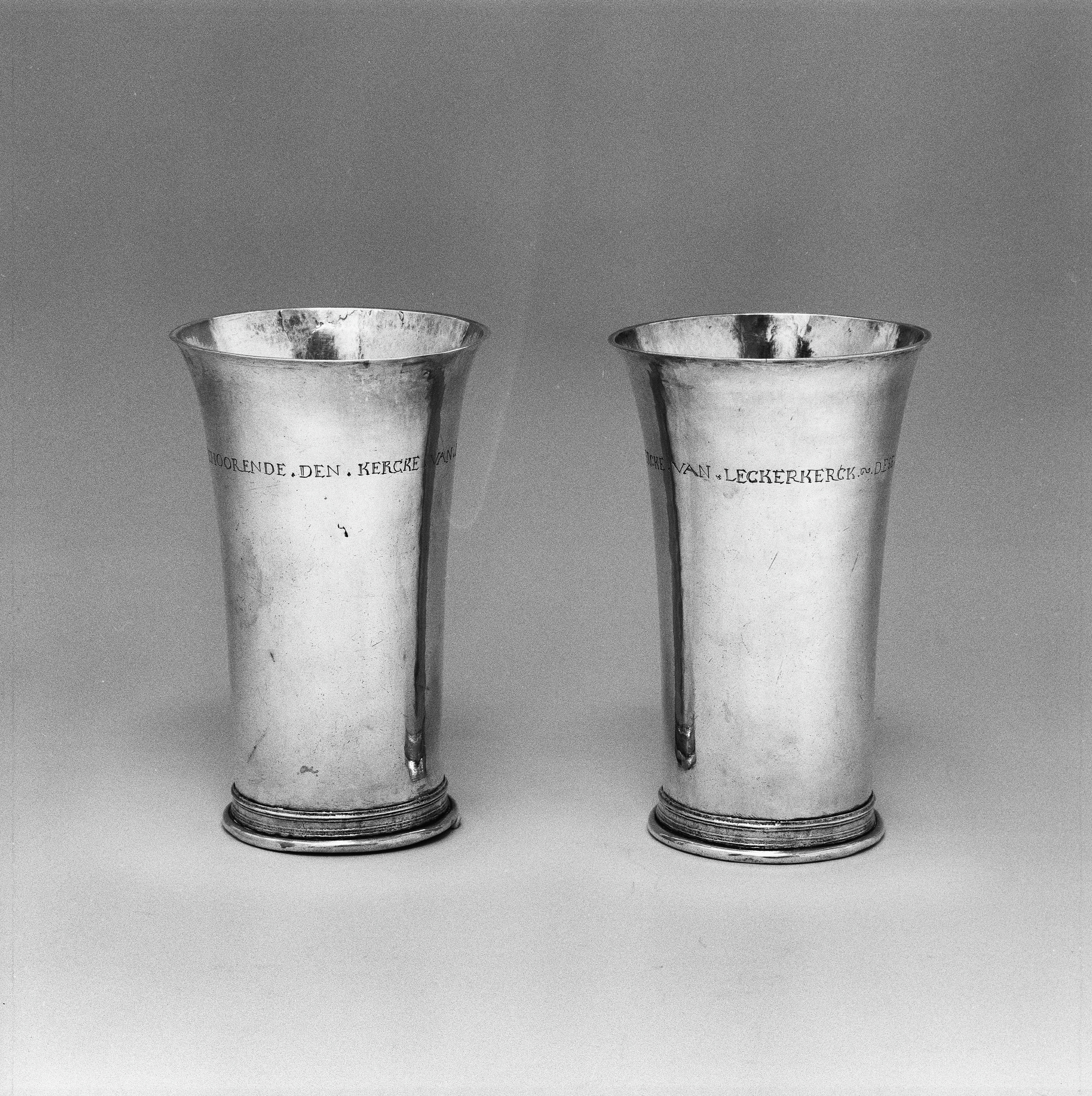
Avondmaalsbekers (1663)
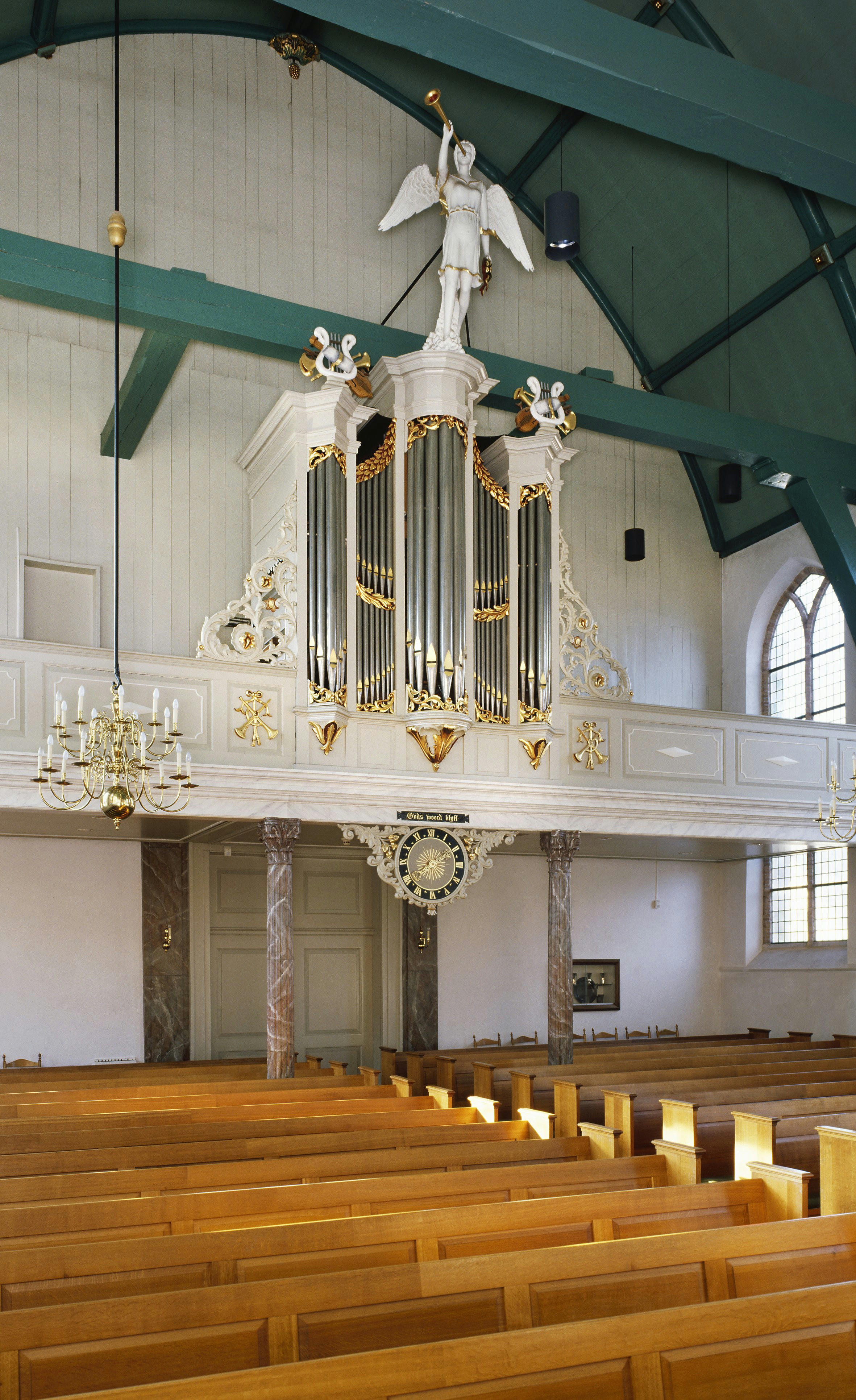
Schölgens en Van den Haspel-orgel (1875)